# Tutore e pupilla
Tutore e pupilla è un romanzo breve dello scrittore statunitense Henry James, inizialmente pubblicato a puntate nel 1871 e successivamente in volume nel 1878. Si tratta del primo libro di James, e racconta la storia di una dodicenne orfana, Nora, che viene adottata dal ricco ed agiato Mr. Roger; ne derivano però varie ed a volte bizzarre complicazioni.

## Trama
Il benestante Roger Lawrence adotta la dodicenne Nora Lambert, dopo che il padre di lei si suicida nella camera d'albergo accanto alla sua. Roger aveva poco prima rifiutato di concedere un aiuto finanziario all'uomo e si sente così fortemente in colpa per quanto è accaduto.
Nora non è quel che si dice una bella bambina, ma l'uomo comincia presto a sviluppare l'idea di sposarla. Purtroppo per Roger, però, una volta che Nora cresce e, dal brutto anatroccolo che era, si fa una bella e matura giovane donna ecco che ella si ritrova attratta da due differenti tipi di uomini; l'inutile ed imbroglione ministro George Fenton ed Hubert, il cugino di Roger.
Dopo varie peripezie Nora cade nelle grinfie di Fenton a New York ma, appena in tempo, Roger giunge in suo soccorso: possono così sposarsi come tanto desiderato dall'uomo.

## Edizioni
- Tutore e pupilla, A cura di Alessandra Cremonese, Postfazione di Agostino Lombardo, Collana Albatros, Roma, Editori Riuniti, 1987,  p. 246, ISBN 88-359-3093-6.